# Sloan Privat
Sloan Privat (Caiena, 24 de julho de 1989) é um futebolista profissional francês que atua como atacante.

## Carreira
Sloan Privat começou a carreira no Sochaux.